# Agnorhiza
Agnorhiza, biljni rod iz porodice glavočika smješten u podtribus Engelmanniinae, dio tribusa Heliantheae. Postoji pet priznatih vrsta iz Kalifornije i sjeverozapadnog Meksika.
Rod je opisan 1999.

## Vrste
1. Agnorhiza bolanderi (A.Gray) W.A.Weber
2. Agnorhiza elata (H.M.Hall) W.A.Weber
3. Agnorhiza invenusta (Greene) W.A.Weber
4. Agnorhiza ovata (Torr. & A.Gray) W.A.Weber
5. Agnorhiza reticulata (Greene) W.A.Weber

## Sinonimi
- Balsamorhiza sect. Agnorhiza Jeps., 1925.; bazionim
- Wyethia sect. Agnorhiza (Jeps.) W.A. Weber, 1946.